# Delphinium madrense
Delphinium madrense är en ranunkelväxtart som beskrevs av S. Wats.. Delphinium madrense ingår i släktet storriddarsporrar, och familjen ranunkelväxter. Inga underarter finns listade i Catalogue of Life.